# Rödersheim-Gronau
Rödersheim-Gronau è un comune di 2.823 abitanti della Renania-Palatinato, in Germania.
Appartiene al circondario (Landkreis) del Rhein-Pfalz-Kreis (targa RP) ed è parte della comunità amministrativa (Verbandsgemeinde) di Dannstadt-Schauernheim.